# Sœurs de l'union de sainte Catherine de Sienne des missionnaires des écoles
Les Sœurs de l'union de sainte Catherine de Sienne des missionnaires des écoles (en latin : Unionis a S. Catharina Senensis Missionariarum a Schola) sont une congrégation religieuse féminine enseignante de droit pontifical.

## Histoire
La congrégation est fondée par Louise Tincani (1889-1976) avec l'aide du frère dominicain Ludovic Fanfani (1876-1955) pour enseigner dans les écoles publiques. Les premières sœurs font leur profession religieuse le 30 avril 1917, dans la cellule de saint Dominique, au couvent de Sainte Sabine de Rome. Ludwig Theissling (1916-1925), maître de l'ordre des Prêcheurs, encourage l'œuvre et l'approuve le 19 mars 1919. En 1922, la communauté s'installe dans l'ancien couvent dominicain à Gubbio.
La congrégation est agrégée à l'ordre des Prêcheurs le 22 juillet 1924 ; elle est approuvée comme congrégation religieuse de droit diocésain par l'évêque de Gubbio le 4 août 1924. L'institut reçoit le décret de louange le 6 février 1934 et l'approbation définitive du Saint-Siège le 25 janvier 1943. Les constitutions sont retravaillés par la fondatrice après le concile Vatican II et approuvées par le Saint-Siège le 8 décembre 1975. Après la promulgation du code de droit canonique de 1983, les constitutions sont révisées à nouveau et approuvées le 16 juillet 1989.

## Activités et diffusion
Les sœurs sont enseignantes dans les écoles publiques, gère des résidences universitaires, des centres culturels, des activités de formation théologique des laïcs, font la catéchèse et du soutien scolaire.
Elles sont présentes en:
- Europe : Italie, Pologne.
- Asie : Inde, Pakistan.

La maison-mère est à Rome.
En 2017, la congrégation comptait 157 sœurs dans 24 maisons.